# Плёнки Деркача
Плёнки Деркача (укр. плівки Деркача), также плёнки Порошенко — Байдена (укр. плівки Порошенка — Байдена) — предполагаемые аудиозаписи разговоров в 2015—2016 годах президента Украины Петра Порошенко с высокопоставленными лицами иностранных государств, в том числе с вице-президентом США Джо Байденом, президентом России Владимиром Путиным и некоторыми другими. Были опубликованы в 2020 году народным депутатом Украины Андреем Деркачом.
В записях голос, похожий на голос тогдашнего президента Украины, обсуждает со своими собеседниками ряд общественно-политических вопросов (в частности, увольнение генерального прокурора Виктора Шокина, поднятие тарифов на коммунальные услуги для населения Украины, выполнение Минских соглашений, национализацию крупнейшей негосударственной финансовой структуры Украины — «Приватбанка», события августа 2016 года в Крыму и др).
Подлинность плёнок оспаривалась, однако она до сих пор не была официально ни подтверждена, ни опровергнута.
В августе 2023 года НАБУ и САП сообщили об окончании следствия в отношении Деркача о получении им около полумиллиона долларов в 2019—2022 гг. от России за то, чтобы он «дискредитировал Украину на международной арене, ухудшал дипломатические отношения с США, а также усложнял интеграцию Украины в Европейский Союз и НАТО». В ноябре 2023 г. СБУ сообщила об участии Деркача в агентурной сети ГРУ в Украине во главе с бывшим депутатов Верховной Рады Александром Дубинским.

## История публикации
Большая часть записей была опубликована Андреем Деркачом на пресс-конференции 19 мая 2020 года. При этом значительную часть конференции составляет чтение Деркачом заранее заготовленного текста с оценкой содержания пленок. Непосредственно сами пленки как единый целый файл опубликованы не были.
Спустя год Деркач опубликовал ещё одну пленку, связанную с национализацией Приватбанка.

## Содержание
Текст опубликованных аудиозаписей приводится по расшифровке украинского интернет-издания «Страна.ua». Оценочные суждения автора публикации не приводятся.

### Первая запись
Первая запись датируется Деркачом 3 декабря 2015 года и фиксирует беседу людей с голосами, похожими на голоса Петра Порошенко и государственного секретаря США Джона Керри. Главной её темой было увольнение генерального прокурора Украины Виктора Шокина:
Кроме того, что сказал вице-президент Байден, хотел бы призвать вас рассмотреть возможность решения проблемы замены Генерального прокурора Шокина, поскольку, по моему мнению, он заблокировал процесс очищения Генпрокуратуры. Знаю, что вице-президент очень обеспокоен по этому поводу. Так что было бы очень хорошо, если бы нашли какое-то решение до приезда вице-президента. Если это возможно, надо провести необходимые действия для продвижения в этом направлении.Голос, похожий на голос Джона Керри

### Вторая запись
На второй аудиозаписи, которую Деркач датирует 16 февраля 2016 года, человек с голосом, похожим на голос Порошенко, говорит человеку с голосом, похожим на голос тогдашнего вице-президента США Джо Байдена, о том, что генеральный прокурор Украины Виктор Шокин подал заявление об отставке:
Джо, у меня есть хорошая новость для вас. Вчера, а точнее это было позавчера, я встретился с генеральным прокурором Украины Виктором Шокиным. Несмотря на отсутствие каких-либо обвинений в коррупции и данных относительно его каких-либо неправомерных действий, я специально попросил его уйти в отставку. По итогам нашей встречи он, несмотря на поддержку в парламенте, пообещал мне подать заявление об отставке, проявив свою государственную позицию. И час назад он принес письменное заявление об отставке.
В ответ человек с голосом, похожим на голос Байдена, выражает своё удовлетворение этой новостью, говоря: «Отлично». Человек с голосом, похожим на голос Порошенко, продолжает: «Это второй шаг по соблюдению обязательств, которые я взял на себя».

### Третья запись
Третья запись датируема 22 марта 2016 года. На ней голос, похожий на голос Джо Байдена, ставит условием выделения 1 млрд долларов американской помощи смену правительства и генерального прокурора на Украине:
Если у вас будет новое правительство и новый генеральный прокурор, я буду готов к публичному подписанию обязательств на 1 миллиард долларов.
В ответ голос, похожий на голос Порошенко, предлагает в генпрокуроры кандидатуру лидера парламентской фракции «Блок Петра Порошенко» Юрия Луценко:
Одним из возможных кандидатов на эту должность был лидер моей фракции Луценко. Если вы считаете, что политически мотивированная персона не совсем подходит с вашей точки зрения, я отзываю свое предложение. Никто не знает, что я буду предлагать Луценко.
Голос, похожий на голос Джо Байдена, отвечает:
Слушайте, дайте мне после того, как мы завершим этот наш разговор, собрать мою команду и обсудить то, о чем мы с вами только что говорили. Я согласен с вами, что есть срочность в этом вопросе.

## Реакция
По мнению Андрея Деркача, опубликовавшего записи, из них следует, что Украина находится под внешним управлением со стороны США, а также что вице-президент Соединённых Штатов Джо Байден требовал от президента Украины Петра Порошенко уволить генерального прокурора Виктора Шокина в связи с расследованием генпрокуратурой Украины коррупционных действий сына Байдена Хантера — президента украинской нефтегазодобывающей компании Burisma.
Представители штаба Джо Байдена, который тогда был кандидатом в президенты США от Демократической партии, назвали записи «не более чем дыркой от бублика», а также заявили что «они [записи] были сильно отредактированы», при этом в заявлении не заявлялось о фальсификации записей как таковой.
Пётр Порошенко официально опроверг подлинность записей, назвав их публикацию «спецоперацией пятой колонны Кремля против Украины».
Президент Украины Владимир Зеленский заявил, что записи будут расследованы правоохранительными органами, добавив, что их содержание может быть «воспринято и квалифицировано как государственная измена».
Пресс-секретарь президента РФ Владимира Путина Дмитрий Песков заявил: «Я не знаю, что это за публикация, о которой вы говорите. (...) Не знаю, вообще-то эти разговоры проходят в закрытом режиме, поэтому я не знаю, как там могли сделать запись. Я не знаю, о чем вы говорите, мы не знакомы с этой публикацией».

## Последствия
Опубликовавший пленки депутат Деркач был подвергнут санкциям США в 2020 г.… Деркач в сентябре 2020 г. пообещал опубликовать «новые факты о коррупции в США», однако новых публикаций на июль 2023 г. не произвел. В августе 2023 г. НАБУ и САП сообщили об окончании следствия в отношении Деркача о получении им около полумиллиона долларов в 2019—2022 гг. от России за то, чтобы он «дискредитировал Украину на международной арене, ухудшал дипломатические отношения с США, а также усложнял интеграцию Украины в Европейский Союз и НАТО». В ноябре 2023 г. СБУ сообщила об участии Деркача в агентурной сети ГРУ в Украине во главе с бывшим депутатов Верховной Рады Александром Дубинским.
Вскоре после публикации пленок, Государственное бюро расследований возбудило уголовное дело о госизмене Порошенко, а НАБУ — о злоупотреблении им полномочиями. НАБУ закрыло дело в конце 2020 г. в связи с отсутствием состава преступления. При этом закрытие дела НАБУ было обжаловано Деркачем в Высший антикоррупционный суд. В своем решении от 21 января 2021 г. Высший антикоррупционный суд установил, что «описанные выше разговоры лиц, ссылающихся в своем заявлении ОСОБА_5 [Деркач] не содержат признаков совершения бывшим президентом Украины [Порошенко] преступления предусмотренного ч. 2 ст. 364 УК Украины, принимая во внимание то обстоятельство, что в результате данных разговоров охраняемым законом правам, свободам и интересам отдельных граждан или государственным или общественным интересам, или интересам юридических лиц не причинены тяжкие последствия». Выводов о достоверности или недостоверности записи в решении нет. Апелляционная палата ВАКС 1 февраля 2021 г. оставила без удовлетворения решение об отказе в удовлетворении жалобы Деркача, при этом подлинность записи как таковой в решении также не изучается.
Что касается дела о госзимене, в феврале и июле 2021 г. следователь назначил экспертизу подлинности пленок, о её результатах не сообщалось. 15 ноября 2021 г. Офис генпрокурора Украины сообщил, что дело о госизмене было закрыто, при этом дата закрытия не уточнялась.